# Mans de Breish
Mans de Breish (nascut Gérard Pourhomme el 29 de gener de 1949 a Carcassona) és amb Claudi Martí, Patric i Joan-Pau Verdier un dels cantants més importants de la revifada de la música occitana als anys 1970.
Ha escrit no fa gaire un àlbum-homenatge a Joan Bodon: Alba d'Occitània.

## Discografia
- Volèm viure al país (Ventadorn, 1975).
- Autonomia (Ventadorn, 1977).
- Flor de Luna (Aura, 2000).
- Alba d'Occitània (Aura, 2004).
- La guèrra bartassièra (2011).
- Ont se'n va (2017).